# Ferhat Öztorun
Ferhat Öztorun (* 8. Mai 1987 in Şişli, Istanbul) ist ein türkischer Fußballspieler, der zumeist auf der Position des linken Verteidigers eingesetzt wird.

## Karriere

### Verein
Öztorun kommt aus der Jugend von Galatasaray Istanbul. Er wurde in seiner ersten Saison als Profi mit Galatasaray türkischer Meister.
Im August 2007 wechselte Öztorun durch einen Spielertausch mit Hakan Balta zu Manisaspor. Am Ende der Saison 2007/08 stieg er mit Manisaspor in die TFF 1. Lig ab. Am 10. Juni 2009 unterschrieb er einen Drei-Jahres-Vertrag bei Trabzonspor, der im Juni 2012 um drei Jahre verlängert wurde.
Zur Rückrunde der Spielzeit 2012/13 wechselte Öztorun zum Ligakonkurrenten Orduspor. Für diesen Verein spielte er die nächsten eineinhalb Spielzeiten und verließ den in die TFF 1. Lig abgestiegenen und sich in finanziellen Problemen befindlichen Verein im Sommer 2014 in Richtung Istanbul Başakşehir. Bei diesem Verein etablierte er sich auf Anhieb als Stammspieler und Leistungsträger und trug in diesen Funktionen dazu bei, dass der Verein mit zwei Viertplatzierungen, einer Vizemeisterschaft in der Süper Lig und einer Pokalfinalteilnahme seine bis dato erfolgreichste Zeit der Vereinsgeschichte erlebte. Nach drei Spielzeiten verließ er Başakşehir und wechselte gemeinsam mit seinem Teamkollegen Eren Albayrak zum Ligarivalen Atiker Konyaspor.

### Nationalmannschaft
Öztorun absolvierte zwischen 2002 und 2008 insgesamt 60 Länderspiele für türkische Juniorennationalteams. Mit der U-17 nahm er 2004 an der U-17-Europameisterschaft teil, mit der U-18 spielte er 2005 beim UEFA-CAF Meridian Cup. Zudem gehörte er auch bei der U-19-Europameisterschaft 2006 zum Kader der türkischen U-19-Auswahl.

## Erfolge
Mit Galatasaray Istanbul
- Türkischer Meister: 2005/06

Mit Manisaspor
- Meisterschaft der TFF 1. Lig und Aufstieg in die Süper Lig: 2008/09

Mit Trabzonspor
- Türkischer Vizemeister: 2010/11
- Türkischer Pokalsieger: 2009/10
- Türkischer Supercup: 2010

Mit Istanbul Başakşehir
- Türkischer Vizemeister: 2016/17
- Viertplatzierter der Süper Lig: 2014/15, 2015/16
- Türkischer Pokalfinalist: 2016/17

Mit Türkische U-17-Nationalmannschaft
- Teilnahme an der  U-17-Europameisterschaft: 2004

Mit Türkische U-19-Nationalmannschaft
- Teilnahme an der  U-19-Europameisterschaft: 2006